# Бокс на летней Спартакиаде народов СССР 1971
Соревнования по боксу на V летней Спартакиаде народов СССР проходили с 21 по 29 июля 1971 года в Москве. Они не носили статус 37-го чемпионата СССР, который был проведён отдельно в марте этого года в Казани.

## Медалисты
| Весовая категория | Золото                        | Серебро                          | Бронза                             |
| До 48 кг          | Анатолий Семёнов РСФСР        | Жандос Кукумов Казахская ССР     | А. Антонов Москва                  |
| До 48 кг          | Анатолий Семёнов РСФСР        | Жандос Кукумов Казахская ССР     | Сурен Дурян Армянская ССР          |
| До 51 кг          | Давид Торосян Армянская ССР   | Эдуард Дубовский Белорусская ССР | Марат Джаксыбаев Казахская ССР     |
| До 51 кг          | Давид Торосян Армянская ССР   | Эдуард Дубовский Белорусская ССР | Леонид Бугаевский Украинская ССР   |
| До 54 кг          | Виктор Орлов РСФСР            | Иван Вяльченков Белорусская ССР  | Юрий Колычев Литовская ССР         |
| До 54 кг          | Виктор Орлов РСФСР            | Иван Вяльченков Белорусская ССР  | Анатолий Левищев Украинская ССР    |
| До 57 кг          | Борис Кузнецов РСФСР          | Вараздат Багдасаров Москва       | Зигмунд Ясинскис Латвийская ССР    |
| До 57 кг          | Борис Кузнецов РСФСР          | Вараздат Багдасаров Москва       | Семён Трестин Украинская ССР       |
| До 60 кг          | Олег Гуров Казахская ССР      | Геннадий Доброхотов Москва       | Николай Хромов Узбекская ССР       |
| До 60 кг          | Олег Гуров Казахская ССР      | Геннадий Доброхотов Москва       | Арсений Саянкин Эстонская ССР      |
| До 63,5 кг        | Сурен Казарян Армянская ССР   | Анатолий Торопов Таджикская ССР  | Олег Лифанов Украинская ССР        |
| До 63,5 кг        | Сурен Казарян Армянская ССР   | Анатолий Торопов Таджикская ССР  | Андрей Долгов Латвийская ССР       |
| До 67 кг          | Анатолий Хохлов Москва        | Александр Караваев РСФСР         | Николай Стручков Эстонская ССР     |
| До 67 кг          | Анатолий Хохлов Москва        | Александр Караваев РСФСР         | Абдрашит Абдрахманов Казахская ССР |
| До 71 кг          | Александр Шипилов РСФСР       | Олег Толков Украинская ССР       | Юрий Хрянин Казахская ССР          |
| До 71 кг          | Александр Шипилов РСФСР       | Олег Толков Украинская ССР       | А. Алексеев Москва                 |
| До 75 кг          | Руфат Рискиев Узбекская ССР   | Валерий Абрамович РСФСР          | Вячеслав Лемешев Москва            |
| До 75 кг          | Руфат Рискиев Узбекская ССР   | Валерий Абрамович РСФСР          | Анатолий Климанов Украинская ССР   |
| До 81 кг          | Николай Анфимов Узбекская ССР | Мирон Крахмальный Украинская ССР | Юрий Читалкин Латвийская ССР       |
| До 81 кг          | Николай Анфимов Узбекская ССР | Мирон Крахмальный Украинская ССР | Виктор Гребенюк Казахская ССР      |
| Свыше 81 кг       | Камо Сароян Армянская ССР     | Валентин Нестеренко Москва       | Валерий Иняткин Украинская ССР     |
| Свыше 81 кг       | Камо Сароян Армянская ССР     | Валентин Нестеренко Москва       | Алексей Бодня Латвийская ССР       |